# Coats (Caroline du Nord)
Pour les articles homonymes, voir Coats.
Coats est une ville américaine située dans le comté de Harnett, dans l'État de Caroline du Nord. Lors du recensement des États-Unis de 2010, sa population s'élève à 2 112 habitants.

## Démographie
| 1910 | 1920 | 1930 | 1940 | 1950  | 1960  |
| ---- | ---- | ---- | ---- | ----- | ----- |
| 169  | 526  | 562  | 827  | 1 047 | 1 049 |

| 1970  | 1980  | 1990  | 2000  | 2010  | - |
| ----- | ----- | ----- | ----- | ----- | - |
| 1 051 | 1 385 | 1 493 | 1 845 | 2 112 | - |

## Traduction
- (en) Cet article est partiellement ou en totalité issu de l’article de Wikipédia en anglais intitulé « Coats, North Carolina » (voir la liste des auteurs).